# Francisco de Arteaga
Francisco de Arteaga (Buenos Aires, 27 de enero de 1882-Córdoba, 21 de septiembre de 1962) fue un militar, ingeniero argentino, fundador de la Fábrica Militar de Aviones de Argentina, situada en la ciudad de Córdoba y primera en su tipo en Sudamérica.

## Sus orígenes
Francisco de Arteaga nació en la calle Tucumán n.º 6, en la parroquia de Catedral Norte (ciudad de Buenos Aires). Su madre, Juana Morlanne ―a la sazón de 25 años de edad―, era rosarina. Su padre, Alfredo Arteaga ―de 42 años de edad― era montevideano; era un hombre de fortuna, muy emprendedor, que se radicó en Argentina en 1865. Es fundador del pueblo y colonizador de la zona que hoy lleva su apellido en el sur de la provincia de Santa Fe: Arteaga, ubicado en unas 50.000 hectáreas de tierras que en 1865 había adquirido al fisco, en los márgenes del lugar en que el río Carcarañá desde la provincia argentina de Córdoba pasa a la provincia de Santa Fe. También dirigió la primera importante línea de barcos de cabotaje que actuó entre el Uruguay y la República Argentina ―desde la ciudad uruguaya de Salto a la ciudad de Buenos Aires y retorno―, compañía precursora de la reconocida empresa de navegación argentina Dodero. Contribuyó, asimismo, al establecimiento de una hoy importante entidad bancaria ―el Banco Provincia de Santa Fe, en Rosario― y, también en esta última, a la fundación de su primera compañía de tranvías, y de su primera compañía de gas de alumbrado.
Los ascendientes de Alfredo de Arteaga son de noble origen vasco ―de la zona de Guipúzcoa―, quienes a comienzos del siglo pasado vinieron a radicarse en la zona del Virreinato del Río de la Plata, en lo que después sería la Banda Oriental y, posteriormente, la República Oriental del Uruguay.
Francisco es llevado por sus padres todos los años a Francia, en donde suelen permanecer varios meses. Allí Francisco cursa sus estudios primarios en la Escuela de los Jesuitas de París, a cuyo término, retorna establemente al país. En Buenos Aires realiza los estudios secundarios, en el colegio Lacordaire de los dominios franceses, del cual egresa en 1897 ―a los 15 años de edad― como bachiller, revelándose muy aplicado para los estudios.

## Su carrera militar
Egreso de bachiller Francisco de Arteaga siente vocación por la carrera de las armas. Por ello solicita y obtiene a principios de 1898 permiso para rendir ―como alumno libre―, los exámenes de las materias de especialidad militar de los cuatro años de que consta el curso de Alférez de Artillería del Colegio Militar. Los cumple con pleno éxito, egresando así, a mediados de 1899 como alférez de Artillería.
Seguidamente pasa a revistar en el 2.º Regimiento de Artillería Ligera de Liniers, donde permanece pocos meses, hasta comienzos de 1900. Para esta época solicita y obtiene permiso para trasladarse a Francia ―junto con sus padres y su hermano Alfredo―, a fin de prepararse para ingresar a la célebre Escuela Politécnica de París, en el curso técnico dos años que allí se dicta. En 1901 aprueba el examen de admisión.
Al año siguiente, sus padres sufren un grave accidente ferroviario en la ciudad francesa de Dax, mientras se dirigían desde el sudoeste de Francia a la ciudad rusa de San Petersburgo. Pierde la vida su padre, mientras su madre solo sufre ligeras heridas, de las que afortunadamente se recuperará en forma rápida.
No obstante, el lógico trauma psíquico que significa la repentina y trágica pérdida de su padre, continúa sus estudios, y luego de dos intensos años con perfecta asistencia y total dedicación, en julio de 1903 Francisco de Arteaga egresa de la Escuela Politécnica de París, mereciendo una nota ―breve pero laudatoria― por parte del director del renombrado establecimiento de alta enseñanza técnica. En mérito a ello es ascendido a Teniente 2.º, y el 16 de octubre de 1903 se reintegra al 2.º Regimiento de artillería de Liniers.
El 21 de noviembre del mismo año solicita por nota ―sin éxito―, se lo reconozca como ingeniero militar. Superado el lógico e inicial desaliento por ese rechazo, poco después ―el 22 de julio de 1904― solicita permiso para proseguir sus estudios, en un nuevo curso de ingeniería militar en la Escuela de Aplicación de Artillería de Fontainebleau, completando así los cursos que ―recuerda su nota―, ya tiene aprobados en la Escuela Politécnica de París, permiso que le es concedido.
Desde julio de 1904 hasta el mismo mes del año siguiente estudia en Fontainebleau con total dedicación y provecho, aprobando con suma solvencia los exámenes de las seis materias de ingeniería militar de que consta el curso. De los 99 alumnos de dicho año ―casi todos ellos franceses―, es el único que logra las máximas calificaciones (20 puntos) en las dos materias consideradas más importantes: “Artillería” y “Arte Militar”. Este brillante resultado lo destaca el Jefe de la Legación Argentina en París, en un informe altamente laudatorio, a través del Ministerio de Relaciones Exteriores y Culto, al ministro de Guerra en Buenos Aires. Este ―mediante una orden― felicita públicamente a de Arteaga y lo pone como ejemplo para sus camaradas, disponiendo simultáneamente que un ejemplar de dicha Orden se publique en el Boletín Militar, y que otro se adjunte a su legajo personal.
A los pocos días ―ya en Argentina―, se reincorpora al Regimiento 2.º de Artillería de la Campania de Liniers. El 21 de abril de 1906 es promovido a teniente 1.º, en virtud de los brillantes resultados obtenidos en sus estudios en el extranjero.
El 1 de abril de 1907 es designado secretario interino del Gabinete Militar, y cuatro meses más tarde comandante de la Sección Artillería del Colegio Militar. En julio de 1908 contrae matrimonio con la señorita Herminia Lan Yaniz.
El 22 de septiembre de 1909 es promovido al grado de capitán.
El 7 de enero de 1910 ―año del Centenario, que ha de contar con la visita de ilustres personajes del extranjero―, se lo designa, por decreto del presidente de la Nación Dr. Figueroa Alcorta, ayudante de campo de S.E. el ministro de guerra, general Eduardo Racedo, cargo en el que permanecerá dos meses, al cabo de los cuales retornará a prestar servicios en el Regimiento A-2. El 12 de abril de dicho año se le designa juez de instrucción suplente en el Ejército. El 17 del mismo mes y año sale en comisión a la localidad de Tornquist acompañado en su Campania a la Escuela de Tiro, con el ulterior cometido de observar y analizar críticamente los Reglamentos de Artillería vigentes, tareas que cumple por orden directa del ministro de Guerra.
El 8 de mayo de 1911 se lo propone para comandante de Batería de Sitio, en reemplazo del capitán Luis A. Cassinelli.
Será conveniente citar aquí el texto de la foja de concepto de Arteaga, redactada y firmada en Campo de Mayo el 14 de agosto de 1911 por su jefe ―el entonces teniente coronel Agustín P. Justo―, quien tendrá en el futuro no sola mucho gravitación, sino incluso participación activa y poder de decisión en la concreción de ideas del primero, texto que reza: “Oficial muy correcto y laborioso, con una gran instrucción profesional y general. Es un oficial de gran porvenir”.
Al mismo jefe también le correspondería suscribir la siguiente foja de concepto de Arteaga para 1913: “Oficial muy correcto y de mucha preparación profesional. De espíritu observador y discreto en el desempeño de sus funciones. Oficial de elevada inteligencia y de gran preparación profesional y general. Lo conceptúo de gran porvenir”.
El 31 de diciembre de 1913, de Arteaga es ascendido a mayor, y pasa a prestar servicios en la casa Militar de la Presidencia. Es presidente de la Nación el Dr. Roque Sáenz Peña, quien poco después ―a mediados de 1914―, fallece, siendo reemplazado por Victorino de la Plaza.
En ese tiempo estalla la Primera Guerra Mundial. El mayor de Arteaga publica una obra denominada “La Guerra Actual”, compuesta por tres capítulos. Parte del primero lo publica el diario “La Nación” el 3 de agosto de 1914.

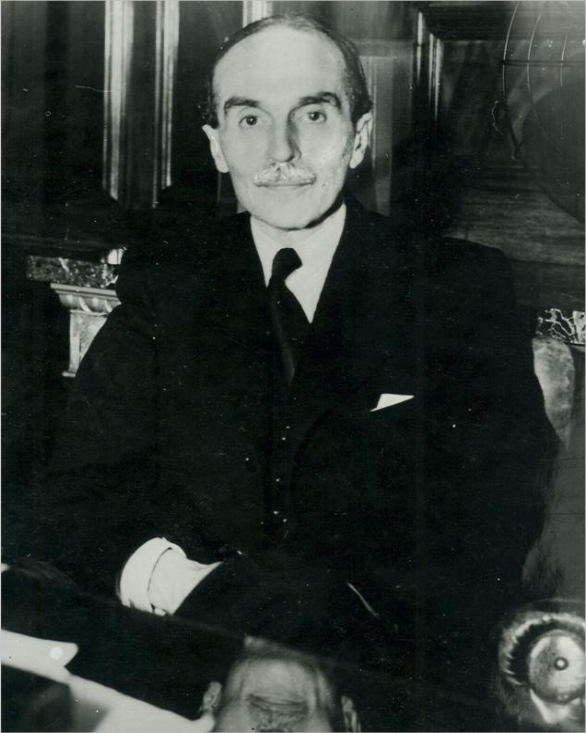
Francisco de Arteaga entre 1914 y 1918.

En 1915 pasa a revistar en la guarnición Córdoba como jefe de Grupo en el Regimiento de Artillería Montada Nro. 1, mereciendo ―como de costumbre― de sus superiores óptimos conceptos acerca de capacidad, laboriosidad y corrección.
Pese a ello, muy pocos días después de la Navidad de 1915 celebrada junto a su familia en Buenos Aires ―el 28 de diciembre―, el mayor De Arteaga eleva una nota solicitando su retiro. Ello resulta casi inexplicable para sus superiores, dado el promisorio porvenir que ―según sus antecedentes, estudios, actuación y conceptos lo hacen suponer―, le aguardaba su carrera militar. El retiro le es acordado en marzo de 1916.
Es dable pensar que ―dado su permanente afán de estudio― el mayor Francisco de Arteaga, pese a la crítica situación bélica de Francia y de su capital a comienzos de 1916, atraído por las manifestaciones técnicas más vanguardistas de la época ―como la aviación, que estaba demostrando cada más su utilidad bélica en los cielos de Europa―, pretenda seguir de cerca esos avances tecnológicos en las mismas fuentes que surgen y se desarrollan, para ponerlos oportunamente al servicio del país ―como así ocurrió― dedicándose a estudiar ingeniería aeronáutica. Por ello solicita y se le concede permiso para ausentarse a Europa. Junto con su esposa y sus cuatro hijos de corta edad, se instala en París, ciudad entonces muy cerca del frente de batalla. Llegará luego, incluso, a ser bombardeada por un nuevo y gigantesco cañón alemán de extraordinario alcance, cuya presencia ha sido tempranamente detectada mediante el análisis de sus efectos y trayectorias balísticas.

## La segunda gran etapa de su vida y sus primeros estudios aeronáuticos
Se inscribe en la Escuela Superior de Aeronáutica y Construcciones Mecánicas de París ―primera Escuela de Ingeniería Aeronáutica del mundo, inaugurada en 1910―, la que, a mediados de 1916, acaba de reabrir precisamente sus puertas al notarse cierto alivio en la crítica situación bélica que amenazaba muy de cerca a esa importante capital. En la Argentina, el 12 de octubre de 1916, se hace cargo de la presidencia de la Nación, Hipólito Yrigoyen.
Estudio allí durante dos años, con suma dedicación y entusiasmo, y a mediados de 1918 obtiene el diploma de Ingeniero en Construcciones Aeronáuticas y Mecánicas. Resulta así el primer argentino en egresar de dicha Escuela Superior y en tan moderna y promisoria especialidad.
Poco después ―caducado el plazo de su permiso para ausentarse del país―, solicita una prórroga por un año más ante la Legación Argentina en París. A raíz de ello queda hoy documentado el trato, la amistad y la simpatía existente entre el mayor de Arteaga y una figura relevante, la que ―como antes se dijo respecto a Agustín P. Justo―, también habrá de tener decisiva influencia en la concreción de las ideas y proyectos de Arteaga: se trata del Dr. Marcelo T. de Alvear, nuevo jefe desde fines de 1916 de aquella Legación. En tal carácter apoya la solicitud de prórroga de Arteaga mediante una nota el 11 de junio de 1918, al ministro de Relaciones Exteriores y Culto de la Argentina, en la que aboga: “Tratándose de un compatriota distinguido y laborioso que acaba de obtener el diploma francés de Ingeniero de Construcciones Aeronáuticas y Mecánicas, mucho me complace apoyar su demanda, porque considero que le será provechosa para los estudios complementarios de práctica y especialidad que realiza”.
Esa prórroga la reiterará anualmente, y siempre le será concebida. El ingeniero de Arteaga las aprovechará en prácticas de su especialidad en los laboratorios de ensayos aerodinámicos Eiffel, y en fábricas de aviones y motores de aviación, acumulando experiencias que volcará más adelante en su patria.
En 1919 el Gobierno argentino ―por intermedio de su embajador en Francia―, le confía realizar un estudio sobre la posibilidad de generación y transmisión de energía eléctrica desde las cataratas del Iguazú hasta Buenos Aires, zona de principal consumo. Su informe será luego confrontado con otro confiado ingeniero estadounidense Cooper, de gran experiencia, pues había actuado en Niágara. Ambos estudios arriban, por separado, a cifras parecidas y conclusiones, pero tal vez por razones estratégicas nunca se concretará nada en tal sentido.
En 1920 el ingeniero De Arteaga comienza a estudiar con firmeza la idea de establecer en la Argentina una fábrica de aviones y motores de aviación. Pese a intuir la lejana posibilidad de concretarla, en las horas libres y en tranquilidad de su hogar de la rúe Víctor Couisin, trabaja con fervor sobre la mesa de dibujo, según hoy algunos lo recuerdan. Aparentemente, es solo una remota ilusión.
Sin embargo, el destino querrá que se produzca un acontecimiento muy propicio para realizar tamaña empresa. A mediados de 1922 ―mientras seguía en París, desempeñando el cargo de Jefe de la Legación Argentina―, es electo presidente de la Nación el Dr. Marcelo Torcuato de Alvear, quien asume el 12 de octubre de dicho año. Su ministro de Guerra será el entonces coronel ingeniero Agustín P. Justo. Ambas personalidades, al tanto de la capacidad, honradez y laboriosidad de Arteaga, respaldan su anhelado proyecto de erigir una fábrica argentina de aviones y motores.

### Primeras actuaciones en el campo aeronáutico en la Argentina
En noviembre de 1922, el ingeniero de Arteaga, con su familia, retorna al país. Trae consigo un notable cúmulo de actualizadas y valiosas experiencias técnicas en el campo aeronáutico. Especialmente en lo relativo al proyecto, ensayo y construcción de aviones y motores de aviación, en las versiones más evolucionadas de esos tiempos. Su capacidad ―por suerte para el futuro técnico de nuestro país―, no será desaprovechada.
El 14 de diciembre a pocos días de su arribo es nombrado jefe del Departamento Técnico del Servicio Aeronáutico del Ejército, actuando en los talleres en la Escuela de El Palomar. El 5 de marzo de 1923 se lo nombra profesor del Curso Superior del Colegio Militar (actual Escuela Superior Técnica), y el 1 de septiembre del mismo año, jefe ingeniero especialista, con cargo de dar clases, del Servicio Aeronáutico del Ejército, en el Palomar. En la Escuela Militar de Aviación de El Palomar dicta también clases en las asignaturas “motores” y “aerodinámica”.
A comienzos de 1923, y a los efectos de integrar una Comisión de Estudios para la adquisición de material aeronáutico y armas en el extranjero ―fundamentalmente en Francia, aunque con residencia en Bélgica―, es designado el ingeniero de Arteaga presidente de la Subcomisión de Aviación, siendo vocal el capitán y aviador militar Antonio Parodi. Preside la citada Comisión el general José Magliole. Todos han de actuar en dichos países europeos, fundamentalmente durante 1924 y 1925. Para las compras se han de emplear las partidas previstas por la Ley N 11266 (Secreta) de Adquisiciones Militares.

### Su más trascendente y fecunda obra: La creación de la Fábrica Militar de Aviones
En 1925, obsesionado por su magna idea, el ingeniero Francisco de Arteaga formula en el seno de la Comisión de Adquisición de Material de Vuelo y Armamentos la conveniencia, para nuestro país, de conseguir una mayor economía en las erogaciones destinadas a adquisiciones militares en el rubro aviación. Para ellos presenta a la consideración de sus superiores y, a través de éstos, a la de las máximas autoridades de la Nación, un insólito proyecto que ha venido estudiando desde hace mucho tiempo atrás y para el cual ahora la ocasión se torna muy propicia: la instalación en suelo argentino de una fábrica de aviones y de sus correspondientes motores. La propuesta es, en general, muy bien acogida, especialmente por el presidente Marcelo T. de Alvear, y su ministro de Guerra coronel Ingeniero Agustín P. Justo. Estos le solicitan, como condición imprescindible, la pronta ejecución del proyecto. Para la adquisición de las máquinas y materiales se utilizará parte de los fondos de la Ley 11266 antes citada. Esta decisión, traduce la confianza que a las autoridades les merece el ingeniero de Arteaga. Ellas le encargan no solo el proyecto y las adquisiciones para su proyecto, sino también que luego ponga en marcha, organice, entrene el personal y dirija la futura Fábrica Militar de Aviones. De la marcha de todo ello solo deberá dar cuenta, exclusivamente y forma directa, al ministro de Guerra, a los efectos de evitar todo tipo de interferencias, interesadas o no, y las consiguientes dilaciones.
Por razones estratégicas, se elige Córdoba como el lugar más adecuado para instalar la futura fábrica. Más precisamente, los predios que se hallan a unos cinco km del centro, sobre el camino a San Roque, en un paraje entonces denominado “Las Playas” a causa de los arenales allí existentes, lugar aledaño a los terrenos del Aeroclub Las Playas de Córdoba.

## El material a producir
La selección y adquisición de las maquinarias, equipos y materiales necesarios, les habían sido confiadas al ingeniero de Arteaga al aceptarse la propuesta en 1925, y especialmente durante 1926 mientras se hallaba en Europa. Además de servir para adquirir dichos rubros, la porción a ello destinada de las partidas de la Ley Nro. 11266 mencionada, también contemplaba la adquisición de licencias, y de modernos aviones aptos para escuela, para observación, y de caza, como también de sus motores, tratando en ello de que, la planta motriz de todos los modelos de aviones militares a producir, fuese la misma que impulsaba a los aviones militares Bréguet XIX A-2 ya adquiridos, a los efectos de unificar las tareas de mantenimiento y reparación.
Las licencias adquiridas para la construcción de aviones, eran las siguientes:
1.	La del eficiente y muy probado biplano para enseñanza del pilotaje, dotado de estructura de madera y revestimiento de tela, diseño de la firma inglesa A.V Roe % Co. Ltd., denominado Avro tipo 504 K, el que en nuestro medio fuera conocido desde marzo de 1919 como “Avro-Gosport”. Este excelente biplano de escuela a producirse, sería impulsado por un motor radial rotativo de diseño francés, marca Gnome, de una potencia de 110 HP, planta motriz que se habría de importar totalmente. Su hélice, de madera, se fabricaría localmente.
2.	La del eficiente biplano de diseño inglés, destinado a tareas de combate, Bristol Fighter EF. 2B, cuya última versión en el extranjero databa de 1924, impulsado por un motor Hispano Suiza de 220 HP, o de 300 HP, biplano que ya se hallaba en uso en aviación militar. Este tipo de aparato llegó a tener oportunidad de ser fabricado en 1929 solo en unos diez ejemplares, impulsado por un motor Hispano Suiza V-S de 220 HP totalmente importado.
3.	Las de dos monoplanos de caza, muy modernos, de diseño francés de ala alta (denominados por esto, en esos tiempos, como tipo parasol) de la firma Dewoitine, tipos D-21 y D-27 respectivamente, de los cuales solo el primero habría de producirse en unos 30 ejemplares. El D-21 tenía toda su estructura, incluyendo la de su fuselaje y su revestimiento externo (fuselaje tipo “monocoque”), como así también, la totalidad de la estructura interna de sus alas, cuyas superficies externas eran lo único que estaba revestido con tela. El motor encargado de accionar ambos tipos de Dewoitine a fabricarse localmente, también lograría producirse en el país (se maquinaban las piezas forjadas y fundidas importadas así en bruto, de Francia), al igual que se fabricaría su hélice de madera. En Europa, dichos aparatos, en algunas versiones, también empleaban a veces otro eficiente y prestigioso motor con igual potencia: el Hispano-Suiza V-12.
4.	La del biplano de diseño francés, Bréguet tipo XIX A-2. Este avión había sido la máquina seleccionada (y adquirida en suficiente cantidad de ejemplares por la Comisión de Adquisición de Armamentos que se había trasladado a Francia, como antes de dijo, de la cual el ingeniero de Arteaga y el capitán aviador militar Antonio Parodi habían formado parte), con el propósito de equipar con actualizados aparatos a la aeronáutica militar argentina, a fines de 1925. Este eficiente biplano, no tuvo ocasión de ser producido en nuestro país, y los que actuaron desde 1926 hasta mediados de la década del 30 en que fueron radiados, eran todos importados.
Hasta aquí los modelos de aviones cuyas licencias se habían adquirido. Salvo el avión escuela Avro 504 K “Gosport”, que utilizaba el motor Gnome totalmente importado, el Dewoitine D-21 fue el primer avión de guerra que se habría de construir en el país, que llevaría la misma planta motriz (pero nacional) que usaban los biplanos Bréguet XIX A-2.
5.	La licencia de construcción del motor francés Lorraine Dietrich. De este motor los únicos elementos que no se fabricarían, serían aquellos demasiados especializados, como lo son los carburadores, magnetos, bujías y rodamientos (los que, por otra parte, ninguna fábrica de motores suele producir, dado su particular diseño y costo), mientras que los materiales, en bruto, fundidos o forjados, se importaban sin máquinas de Francia, maquinándose y tratándose térmicamente en la Fábrica Militar de Aviones de Córdoba. Las principales características de este motor eran las siguientes: Motor enfriado por líquido y radiador, de 12 cilindros dispuestos en W, es decir, en tres hileras de cuatro cilindros cada una, dispuestas a 60 grados una de otra. Potencia máxima 450 HP a 1850 rpm. Potencia de crucero 320 HP a 1600 rpm. Máximo régimen permitido: 1900 rpm. Diámetro de los cilindros 120 mm. Carrera de los pistones 180 mm. Relación de compresión 5.2 a 1 (mientras que, en posteriores versiones 5.5 y 6 a 1).

### La colocación de la piedra fundamental de la Fábrica Militar de Aviones
La piedra fundamental de lo que habría de ser la futura Fábrica Militar de Aviones se coloca en el predio antes citado, el 10 de noviembre de 1926, contándose con la presencia del ministro de Guerra, coronel ingeniero Agustín P. Justo. Este había llegado a bordo de uno de los aviones de las escuadrillas aéreas militares que se dieron cita en el lugar, las que desde pocos meses antes habían sido equipadas con dichos aparatos, participando también una escuadrilla dotada de aviones biplanos biplaza de combate, Bristol Fighter, proveniente de la Base Aérea de Paraná, al mando del entonces Mayor Antonio Parodi.

## La inauguración de la Fábrica Militar de Aviones
Solo once meses más tarde, el 10 de octubre de 1927, se procedía ya a la inauguración de las instalaciones y equipos de la Fábrica Militar de Aviones. Para ello se había tenido que trabajar intensa y organizadamente. En este nuevo grato acontecimiento participaron de nuevo aquellas escuadrillas aéreas militares, y el ministro de Guerra pronunció un breve y emotivo discurso, en el que dijo que ponía la fábrica en manos de técnicos, mecánicos y obreros para que hicieran de ella lo que debe ser, tendiendo, con su inteligencia y su asidua labor como argentinos, a su perfeccionamiento y eficiencia. Seguidamente agradeció al ingeniero Francisco de Arteaga, diciendo que ello, en buena parte, era parte de su dedicación e inteligencia. El ingeniero de Arteaga había sido designado director de la Fábrica Militar de Aviones, además de ser director de Aerotécnica (la Dirección de Aerotécnica era una rama paralela también recientemente creada Dirección General de Aeronáutica, pero dedicada exclusivamente al campo técnico).
En seguida el ingeniero de Arteaga, que previamente había logrado reunir un buen grupo de capaces y experimentados colaboradores técnicos provenientes de los talleres de reparaciones aeronáuticas de El Palomar, a algunos de los cuales había conseguido enviar a Europa a fin de que se entrenasen específicamente en todos los aspectos de sus respectivas especialidades en los aviones y motores a fabricar, puso a estos en funciones. A estos colaboradores técnicos los encabezaba el ingeniero Ambrosio Taravella, a cargo del “Servicio de Fabricación”, señor Antonio del Santo, encargado de los Talleres de Fabricación de Aviones; señor Víctor Mazza, de la Sección de Aviones de Madera; señor Juan Ángel Costallat, de la Sección Aviones Metálicos; señor Enrique Misiá, de los Talleres de Fabricación de Motores; señor Pablo Parasochka, de montaje de Aviones; Ernesto Zatti, encargado de la Sección de Electricidad; Gustavo F. Gerock, de la Biblioteca Técnica; Secundino Z. Fuertes, de Aprisionamiento y contralor; Miguel Soriano, de Depósitos y Almacenes. Poco después se incorporarían al plantel técnico Felipe Beltrane y Jaime Barcesat, quienes, al igual que el ingeniero Taravella, el señor Costallat, el señor Massiá, y el señor Parasochka, habían sido enviados en equipo a Europa para su entrenamiento específico en aviones y motores a fabricar.
De Arteaga podía sentirse feliz, pues después de largos años de estudio, trabajos y sacrificios podía palpar la realidad de su creación, cuyo destino quedaba en sus manos.

## El primer logro industrial
Al cabo del primer año, además de haber sido dedicado esencialmente a formar y capacitar al personal y a contemplar las instalaciones, ya se logran los primeros frutos. En efecto, el 2 de octubre de 1928 queda terminado y se prueba en vuelo, el primer avión biplano Avro 504 K “Gosport”. Es piloteado por el suboficial, piloto militar Segundo A. Yubel llevando como acompañante al ingeniero Francisco de Arteaga, quien con ello desea demostrar su absoluta confianza en el material fabricado.

### Dificultades no técnicas
A mediados de 1928 habían tenido lugar las elecciones para la renovación de las máximas autoridades de la Nación. Al Dr. Marcelo T. de Alvear le sucede quien fuera su antecesor y es su correligionario, señor Hipólito Yrigoyen.
Por otra parte, los tiempos económicos comienzan a mostrarse algo difíciles en todo el mundo, lo que ha de complicar la gestión del nuevo gobierno. A fines de 1928 se sabe que, a partir del siguiente año, la Fábrica Militar de Aviones no contará ya con su correspondiente partida asignada dentro del Presupuesto de Guerra para ese año, lo que motivará cierta callada inquietud en el personal, dado las desalentadores perspectivas de extremo retraso en el pago de haberes. Ello será así y el ingeniero de Arteaga deberá permitir, para no dispersar los cuadros de operarios tan laboriosamente formados, que se trabaje con un especial horario, restringido solo a cinco horas diarias, para que cada operario pudiese hallar, fuera de la Fábrica, algún medio de vida paralelo e inmediato con que subvenir sus necesidades económicas familiares.
Esta situación anómala se prolongará hasta que ―en la segunda mitad de 1929―, mediante extraordinarias partidas, se logren fondos necesarios para abonar los salarios atrasados. En lo sucesivo, cada año padecerán igual inconveniente, solucionando tardíamente mediante el citado irregular método.
Pero al poco tiempo de instaurado el nuevo gobierno electo, y reemplazado el anterior ministro de Guerra por el general Luis J. Dellepiane, sobrevendrá cierto tipo de visita con observación inspectoral no previsto, a cargo de un enviado militar del nuevo ministro de Guerra. Esto último motiva que el ingeniero de Arteaga presente su renuncia, invocando razones de salud. Dicha renuncia, en principio parece ser aceptada. Pero al mes, y luego de que el jefe de la Dirección General de Aeronáutica, coronel Luis A. Cassinelli, se hubiese trasladado a Córdoba comprobando que el perfecto funcionamiento y organización del establecimiento, el ingeniero de Arteaga es convencido de que las dificultades económicas y las interferencias han de ser pasajeras, no dándose por presentada su renuncia, y continuando así por lo tanto en sus anteriores cargos.

## El segundo logro industrial
A pesar de las perturbaciones que ocasionaban a las tareas productivas dichas anómalas circunstancias económicas, el ingeniero de Arteaga consigue mediante organización y trabajo ―ya en octubre de 1929, es decir, en el segundo año de vida de la fábrica―, quede terminado el primer motor Lorraine Dietrich 12 E.W. de 450 HP allí fabricado. El mismo es el primer gran motor de aviación construido en moderada serie destinado a aviones fabricados en igual forma en nuestro país y en Sudamérica. El logro confirmaba la opinión del coronel Jorge B. Crespo, quien a principios de 1929 había suscrito una nota de concepto sobre el ingeniero Francisco de Arteaga altamente laudatoria.
Para la construcción de estos motores, el material llegaba en bruto forjado o fundido de Francia, maquinándose en la Fábrica Militar de Aviones. Además, se contaba con la supervisión de dos técnicos franceses enviados a Córdoba por la firma Lorraine Dietrich: el ingeniero Jarry ―especialista en el maquinado de piezas― y el ingeniero Le Goe ―especialista en tratamientos térmicos de metales―. El montaje de cada motor y su posterior puesta a prueba se hallaba a cargo del técnico motorista argentino ―especializado previamente en dicho motor de la firma Lorraine Dietrich― señor Jaime Barcesat, quien finalmente, y luego de asentar progresivamente el motor, medía su potencia mediante el sistema de banco-balanza.[cita requerida]
El 14 de febrero de 1929 a las 9.30 horas se puso en marcha el primer motor realizado en Córdoba, en el banco-balanza. Se lo sometió al período de calentamiento previo a un régimen de 1000 rpm, llegando luego ―paulatinamente y por etapas― hasta finalmente, incluso máximo régimen permitido, en 1900 rpm. Presenció también todas estas pruebas el entonces director general de Aeronáutica, coronel Jorge B. Crespo.[cita requerida]

## El tercer logro industrial
Pocos meses después de haberse producido el primer motor, en el país se registra el movimiento revolucionario militar, encabezado por el general José Félix Uriburu (6 de septiembre de 1930) quien asume la presidencia de la Nación. En ese entonces la F.M.A ya cuenta con 787 personas.
La crisis económica mundial que afecta directa e intensamente a nuestro país, no impide que un mes después se finalice la construcción del primer avión de casa: el Dewoitine D-21, cuyo motor y hélice también fueran fabricadas en la F.M.A. Sería el último logro industrial de la gestión del ingeniero Francisco de Arteaga como director.

## Mayores dificultades no técnicas y la decisión de alejarse
A principios del año 1931 se producen algunas interferencias con la autonomía de dirección gozada hasta entonces.
Ello motiva que ―esta vez de manera definitiva―, el ingeniero De Arteaga presente la renuncia a su cargo con fecha 11 de febrero de dicho año.
Concluía así, a los 49 años de edad, la segunda etapa ―la más trascendente y fructífera para el futuro técnico del país― de la activa vida del ingeniero Francisco de Arteaga.

## Principales actuaciones de la tercera y última etapa de su vida

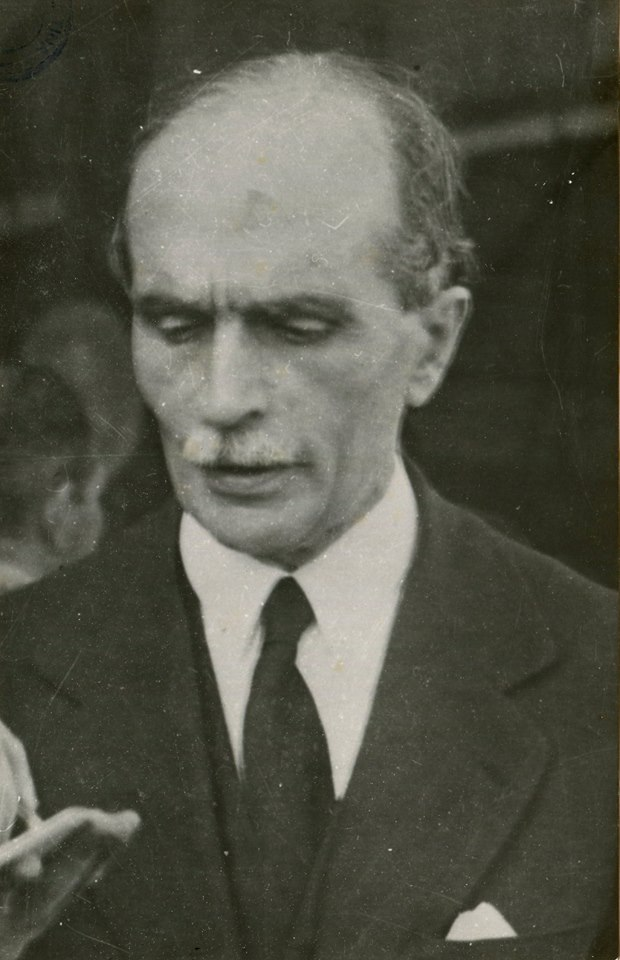
Francisco de Arteaga en una edad más vieja, cuando ejercía la docencia en la Universidad Nacional de Córdoba.

A fines de 1931 ya se registra la primera iniciativa técnica importante tomada desde el llano: propugna ―ante la reducida cantidad de petróleo susceptible de ser extraído y elaborado en nuestro país y dad la relativa carestía del faltante a importar―, la adopción de un “carburante nacional” para ser empleado en los motores de explosión, seguido del método adoptado por ley primeramente en Francia en 1922, y a continuación por casi todos los países europeos. Es decir, mediante la incorporación de alcohol etílico anhidro ―generalmente no menos de un 20 %―, a la nafta. Este alcohol sería el proveniente de la fermentación y destilación de excedentes agrícolas, productos renovables de los cuales nuestro país suele contar a menudo en grandes cantidades. Así se habrán de solucionar en parte ―y simultáneamente―, dos clásicos problemas económicos nuestros, objetivo importante, máxime en épocas de crisis.
Ante el Ministerio de Agricultura de la Nación, presenta un memorial demostrando los antecedentes y las ventajas del sistema, cuyo texto publica seguidamente: “La formación de un Carburante Nacional ―memorial presentado al Señor Ministro de Agricultura de la Nación― Buenos Aires, 1931”.
Pese a todas las gestiones para que se considere la propuesta y luego se convierta en ley, no se llega a concretar nada al respecto, no obstante los ensayos exitosos realizados con ese “Carburante Nacional”, que una comisión a tal efecto, integrada por destacados técnicos universitarios argentinos, considera positivos. En Europa se seguiría empleando dicho carburante hasta los primeros años de la década del 50.
En 1934 la Facultad de Ingeniería de la Universidad Nacional de Córdoba decide ocuparse, por primera vez, de la enseñanza de asignaturas técnicas específicamente aeronáuticas. Desde el primer curso a dictarse, en 1935, el ingeniero de Arteaga es designado, por concurso, a profesor de “Aerodinámica General”, cátedra que ejercerá hasta su retiro definitivo de la docencia universitaria a mediados de la década del 40.
El 5 de octubre de 1936 fallece su señora esposa.
En 1935 y 1936 el ingeniero de Arteaga es designado miembro de la Comisión de Estudio y Trazada del Canal Paralelo al Río Bermejo, colaborando personalmente primero en la ejecución de su levantamiento planimétrico y altimétrico “in situ”, y luego, en el análisis de su gabinete y su trazado.
En 1937 se le designa jefe de Estudios e Investigaciones Aerodinámicas de la Dirección de Material Aeronáutico, cargo que desempeña hasta 1939.
También en el mismo año se lo nombra miembro de la Comisión de Estudio y Proyecto del futuro Aeropuerto para la ciudad de Buenos Aires (Ley 12285). En el lugar propuesto, hoy se erige el Aeropuerto de la ciudad de Buenos Aires Jorge Newbery.
En 1938 publica otra obra: “La teoría de la Relatividad, la Experiencia y el Sentido Común”, editada por El Ateneo, de Buenos Aires.
El 13 de octubre de 1939 ―a comienzos del estallido pleno de la Segunda Guerra Mundial, de la cual la última mitad de la década del 30 estuvo cargada de preanuncios―, invitado y presentado por el entonces presidente del Círculo Militar, general de división Basilio B. Pertiné, el ingeniero de Arteaga pronuncia allí una trascendente conferencia técnica sobre un tema que conjuga varios tópicos de ingeniería militar involucrando a la aviación, el combate aéreo, el bombardeo y la defensa antiaérea, tema que tituló “Arquitectura Aeronáutica Militar: los problemas del combate aéreo y sus diversas soluciones”. Esta conferencia aparecerá en folleto y luego publicada como anexo a la Revista Militar de diciembre de ese mismo año. Posteriormente publica otra obra “Arquitectura de Grandes Aeronaves”.
Desde 1939 hasta 1941 se desempeña como Director de Aeronáutica Civil de la Nación. En tal carácter, el 30 de diciembre de 1940 entrega personalmente las patentes de piloto a 88 nuevos aviadores civiles en el aeródromo Presidente Rivadavia de la localidad de Seis de Septiembre (Morón). También por entonces preside el Comité Argentino Permanente de Aeronáutica.
En 1941 contrae nuevas nupcias: su esposa María Concepción García Vieyra.
Pese a tantas actividades como siempre tuvo a lo largo de su trayectoria tan fecunda, particularmente dentro de la ingeniería fabril aeronáutica argentina, el ingeniero de Arteaga halló tiempo para desarrollar y patentar interesantes soluciones a algunos problemas técnicos aeronáuticos objeto de su permanente inquietud e ingenio relativos a ciertos tópicos que en su momento lo atrajeron y ocuparon. Dichas patentes tratan sobre: “Nueva Ala Para Avión”, y “Sistema de Reaprovisionamiento de Combustible para Aviones en Vuelo”.
En 1953, cuenta ya con 71 años de edad, da a conocer un nuevo libro: “El problema del combustible argentino dentro del Segundo Plan Quinquenal”, impreso por la firma Selva de Córdoba. La obra y el tema, una vez más, demuestran la inquietud argentinista que permanentemente lo ha animado y caracterizado a lo largo de su trayectoria. Habría de ser su último aporte.
Tras la intervención de la Fábrica Argentina de Aviones en 1956, el gobierno de Pedro Eugenio Aramburu decide privar a Arteaga de la jubilación y del puesto honorífico que conservaba en esa empresa, tras la crítica en su libro al desmantelamiento de la política aerotécnica de la Revolución Libertadora, Arteaga se ve obligado a exiliarse en Uruguay por tres años.

## Su deceso

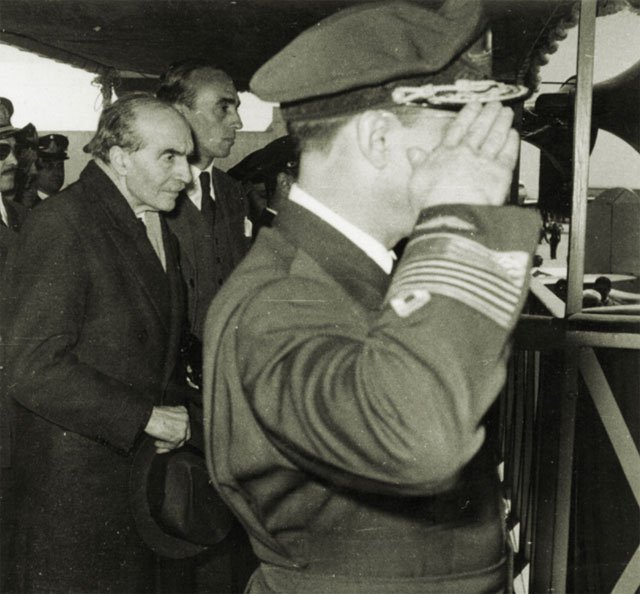
El Mayor de Artillería Ing. Aeronáutico Francisco de Arteaga, en el acto celebrado por el Trigésimo Primer aniversario de la FMA, un año antes de su desaparición. 1961.

El venerable mayor de Artillería (R) e ingeniero aeronáutico Francisco de Arteaga, falleció en la ciudad de Córdoba el 21 de septiembre de 1962, a la edad de 80 años. Sus retos han hallado cristiana sepultura en el cementerio San Jerónimo de dicha ciudad. 